# Oie de Scanie
L'oie de Scanie (en suédois : Skånegås) est une race d'oie domestique originaire de Scanie en Suède.

## Histoire
L'oie de Scanie est une oie fermière sélectionnée en Suède méridionale aux alentours du village de Vomb et du village de Hunneberga en Scanie, dans la seconde moitié du XIXe siècle. La race a été fixée avec un standard dans les années 1920, époque où elle était très répandue dans la région. En 2011, il n'y avait que moins de deux cents animaux de cette race enregistrés dans ce pays.

## Description
L'oie de Scanie est une grande oie semblable à l'oie de Poméranie et croisée avec l'oie cendrée. C'est une race suffisamment robuste pour passer l'année en plein air dans le Midi de la Suède. Son plumage est blanc avec la tête, le dos, le cou, les cuisses et l'abdomen brun-gris. Son bec est orange ainsi que ses pattes. L'onglet du bec est de couleur chair. Le jars pèse 7–11 kg, la femelle, 6.5–8 kg, ce qui en fait l'oie la plus lourde et la plus grosse des races d'oie de Suède. La femelle pond environ 20–30 (–40) œufs et peut vivre plus de trente ans. Ses œufs gris-blanc pèsent 200 grammes,. Le baguage est de 27 mm pour les deux sexes. Cette race est calme et bonne éleveuse.